# Artjoms Osipovs
Artjoms Osipovs (ur. 8 stycznia 1989 w Rydze) – łotewski piłkarz, grający na pozycji lewego skrzydłowego.

## Kariera piłkarska

### Kariera klubowa
Jest wychowankiem drużyny SK Blāzma. 1 stycznia 2009 roku podpisał kontrakt z białoruskim klubem Nioman Grodno. W sezonie 2009 jego drużyna uplasowała się na 7. pozycji. 1 stycznia 2009 roku przeszedł do mołdawskiego klubu FC Tiraspol. W sezonie 2009/2010 jego zespół zdobył tytuł mistrza Mołdawii, jednak on sam nie rozegrał w jego barwach ani jednego meczu i odszedł w połowie trwania rozgrywek. 1 stycznia 2010 roku podpisał kontrakt ze swoim macierzystym klubem, SK Blāzma. W sezonie 2010 z tą ekipą zakończył rozgrywki na 7. pozycji. 1 stycznia 2011 roku ponownie zmienił barwy klubowe. Tym razem na zasadzie wolnego transferu przeszedł do JFK Olimps. W sezonie 2011 jego zespół zajął, ostatnią, 9. lokatę. Jednak ze względu, że przed tym sezonem klub SK Blāzma wycofał się z rozgrywek, to JFK Olimps mógł wystąpić w barażu o utrzymanie. Mimo to przegrał dodatkowy dwumecz z zespołem Spartaks Jurmała 1–2 u siebie i 2–0 na wyjeździe. W związku z tym jego ekipa spadła z Virslīgi. 1 lutego 2012 roku podpisał kontrakt z klubem FK Jūrmala-VV. W sezonie 2012 zakończył rozgrywki z tym zespołem na 6. miejscu. 1 marca 2013 roku przeszedł na zasadzie wolnego transferu do klubu Skonto Ryga. W sezonie 2013 jego drużyna zajęła 2. pozycję. Zgromadziła 62 punkty – zabrakło 5 punktów do pierwszego zespołu FK Ventspils. Dzięki 2. miejscu mógł wystąpić w I rundzie kwalifikacyjnej do Ligi Europy. W następnym sezonie ponownie zajął z tą drużyną 2. miejsce. Dzięki tej lokacie jego drużyna znowu dostała przepustkę do gry w I rundzie eliminacyjnej do Ligi Europy.
Nie ma informacji o tym do kiedy wiąże go umowa z klubem Skonto Ryga.

### Kariera reprezentacyjna
Artjoms Osipovs wystąpił w czterech meczach reprezentacji Łotwy U-21.